# Velká cena USA silničních motocyklů 2008
Velká cena USA silničních motocyklů 2008 se uskutečnila od 18.-20. července, 2008 na okruhu Mazda Raceway Laguna Seca.

## MotoGP
Šampionát se dramatizuje a mezi první trojicí je pouhých 20 bodů. Poslední tři závody,které suverénně ovládl Australan Casey Stoner naznačily, kdo asi bude největším favoritem pro závod ve Spojených státech. Úřadující mistr světa je navíc obhájcem loňského prvenství. S velkými ambicemi tu přijel také tým Rizla Suzuki a domácí hvězdy Hayden a Edwards.
Daniel Pedrosa se pro zranění z Německa nezúčastnil závodu. V pátek sice vyjel do obou tréninků, ale v sobotu se rozhodl o svém nepůsobení ve zbytku víkendu.
V závodě se představili dva jezdci na divokou kartu. Za Kawasaki startoval Jamie Hacking a za Suzuki Ben Spies.
Mistr světa z roku 2006 Američan Nicky Hayden uvedl, že jedná s Ducati ohledně jeho možného angažmá u italského továrního týmu pro příští sezónu 2009. Měl by nahradit trápícího se Itala Melandriho.

### Kvalifikace
| *                                               | *                                                 | *                                               |
| _______1_______ Casey Stoner Ducati 1:20.700    |                                                   |                                                 |
|                                                 | _______2_______ Valentino Rossi Yamaha 1:21.147   |                                                 |
|                                                 |                                                   | _______3_______ Nicky Hayden Honda 1:21.430     |
| _______4_______ Jorge Lorenzo Yamaha 1:21.636   |                                                   |                                                 |
|                                                 | _______5_______ James Toseland Yamaha 1:21.848    |                                                 |
|                                                 |                                                   | _______6_______ Randy de Puniet Honda 1:21.921  |
| _______7_______ Colin Edwards Yamaha 1:21.947   |                                                   |                                                 |
|                                                 | _______8_______ Chris Vermeulen Suzuki 1:21.971   |                                                 |
|                                                 |                                                   | _______9_______ Andrea Dovizioso Honda 1:21.974 |
| _______10_______ Toni Elias Ducati 1:21.999     |                                                   |                                                 |
|                                                 | _______11_______ Loris Capirossi Suzuki 1:22.039  |                                                 |
|                                                 |                                                   | _______12_______ Shinya Nakano Honda 1:22.092   |
| _______13_______ Ben Spies Suzuki 1:22.127      |                                                   |                                                 |
|                                                 | _______14_______ Sylvain Guintoli Ducati 1:22.719 |                                                 |
|                                                 |                                                   | _______15_______ Marco Melandri Ducati 1:22.957 |
| _______16_______ Alex de Angelis Honda 1:23.035 |                                                   |                                                 |
|                                                 | _______17_______ Jamie Hacking Kawasaki 1:23.309  |                                                 |
|                                                 |                                                   | _______18_______ Anthony West Kawasaki 1:24.525 |
| ----------------------------------------------- | ------------------------------------------------- | ----------------------------------------------- |

### Závod
| Pozice | #  | Jezdec           | Stroj    | Kola | Čas       | Rošt | Body |
| ------ | -- | ---------------- | -------- | ---- | --------- | ---- | ---- |
| 1      | 46 | Valentino Rossi  | Yamaha   | 32   | 44:04.311 | 2    | 25   |
| 2      | 1  | Casey Stoner     | Ducati   | 32   | +13.001   | 1    | 20   |
| 3      | 7  | Chris Vermeulen  | Suzuki   | 32   | +26.609   | 8    | 16   |
| 4      | 4  | Andrea Dovizioso | Honda    | 32   | +34.901   | 9    | 13   |
| 5      | 69 | Nicky Hayden     | Honda    | 32   | +35.663   | 3    | 11   |
| 6      | 14 | Randy de Puniet  | Honda    | 32   | +37.668   | 6    | 10   |
| 7      | 24 | Toni Elias       | Ducati   | 32   | +41.629   | 10   | 9    |
| 8      | 11 | Ben Spies        | Suzuki   | 32   | +41.927   | 13   | 8    |
| 9      | 52 | James Toseland   | Yamaha   | 32   | +43.019   | 5    | 7    |
| 10     | 56 | Shinya Nakano    | Honda    | 32   | +44.391   | 12   | 6    |
| 11     | 12 | Jamie Hacking    | Kawasaki | 32   | +46.258   | 17   | 5    |
| 12     | 50 | Sylvain Guintoli | Ducati   | 32   | +55.273   | 14   | 4    |
| 13     | 15 | Alex de Angelis  | Honda    | 32   | +55.521   | 16   | 3    |
| 14     | 5  | Colin Edwards    | Yamaha   | 32   | +1:02.380 | 7    | 2    |
| 15     | 65 | Loris Capirossi  | Suzuki   | 32   | +1:08.207 | 11   | 1    |
| 16     | 33 | Marco Melandri   | Ducati   | 32   | +1:10.962 | 15   |      |
| 17     | 13 | Anthony West     | Kawasaki | 31   | +1 kolo   | 18   |      |
| Ret    | 48 | Jorge Lorenzo    | Yamaha   | 0    | Nehoda    | 4    |      |

### Průběžná klasifikace jezdců a týmů
| Pos | #  | Jezdec           | Stroj  | Body |
| --- | -- | ---------------- | ------ | ---- |
| 1   | 46 | Valentino Rossi  | Yamaha | 212  |
| 2   | 1  | Casey Stoner     | Ducati | 187  |
| 3   | 2  | Daniel Pedrosa   | Honda  | 171  |
| 4   | 48 | Jorge Lorenzo    | Yamaha | 114  |
| 5   | 4  | Andrea Dovizioso | Honda  | 103  |
| 6   | 5  | Colin Edwards    | Yamaha | 100  |
| 7   | 7  | Chris Vermeulen  | Suzuki | 89   |
| 8   | 69 | Nicky Hayden     | Honda  | 84   |
| 9   | 52 | James Toseland   | Yamaha | 72   |
| 10  | 56 | Shinya Nakano    | Honda  | 70   |

| Pos | Tým                     | Továrna  | Body |
| --- | ----------------------- | -------- | ---- |
| 1   | Fiat Yamaha Team        | Yamaha   | 326  |
| 2   | Repsol Honda Team       | Honda    | 257  |
| 3   | Ducati Marlboro Team    | Ducati   | 219  |
| 4   | Tech 3 Yamaha           | Yamaha   | 172  |
| 5   | Rizla Suzuki MotoGP     | Suzuki   | 160  |
| 6   | San Carlo Honda Gresini | Honda    | 111  |
| 7   | JiR Team Scot MotoGP    | Honda    | 98   |
| 8   | Alice Team              | Ducati   | 84   |
| 9   | Kawasaki Racing Team    | Kawasaki | 59   |
| 10  | LCR Honda MotoGP        | Honda    | 40   |

| Pos | Továrna  | Body |
| --- | -------- | ---- |
| 1   | Yamaha   | 235  |
| 2   | Honda    | 197  |
| 3   | Ducati   | 192  |
| 4   | Suzuki   | 112  |
| 5   | Kawasaki | 52   |

| Předchozí Velká cena: Velká cena Německa 2008 | Mistrovství světa silničních motocyklů 2008 | Následující Velká cena: Velká cena České republiky 2008 |
| Předchozí ročník: Velká cena USA 2007         | Velká cena USA                              | Následující ročník: Velká cena USA 2009                 |